# Předklášteří
Předklášteří je obec v okrese Brno-venkov v Jihomoravském kraji. Rozkládá se 23 kilometrů severozápadně od Brna, na rozhraní Boskovické brázdy a Křižanovské vrchoviny. Předklášteří sousedí s Tišnovem, Dolními Loučkami a Štěpánovicemi. V obci, ke které náleží i osada Závist, žije přibližně 1 500 obyvatel. Nachází se zde národní kulturní památka klášter Porta coeli.

## Historie
První písemná zmínka o Předklášteří na Moravě se nalézá v listině z roku 1233, v níž je zmiňován cisterciácký klášter Porta coeli založený o tři roky dříve královnou Konstancií Uherskou (1181–1240), vdovou po Přemyslu Otakarovi I. (1155–1230), která je zde pochována. Na přilehlých pozemcích kláštera vznikla ves pojmenovaná Předklášteří. Název obce je zmiňován k roku 1530: "na Podklassterzijm tijssnowskym".
V roce 1678 měla obec 25 usedlostí, roku 1793 56 domů a 553 obyvatel, roku 1839 už 100 domů a 912 obyvatel.

## Obyvatelstvo
| Rok            | 1869  | 1880  | 1890  | 1900 | 1910  | 1921  | 1930  | 1950  | 1961  | 1970  | 1980  | 1991  | 2001  | 2011  | 2021  |
| -------------- | ----- | ----- | ----- | ---- | ----- | ----- | ----- | ----- | ----- | ----- | ----- | ----- | ----- | ----- | ----- |
| Počet obyvatel | 1 208 | 1 226 | 1 030 | 962  | 1 078 | 1 166 | 1 299 | 1 274 | 1 276 | 1 293 | 1 411 | 1 285 | 1 344 | 1 443 | 1 456 |
| Počet domů     | 121   | 129   | 106   | 106  | 121   | 123   | 161   | 226   | 254   | 273   | 330   | 363   | 392   | 414   | 427   |

Vývoj počtu obyvatel obce Předklášteří
| Rok            | 1869  | 1880  | 1890  | 1900 | 1910  | 1921  | 1930  | 1950  | 1961  | 1970  | 1980  | 1991  | 2001  | 2011  | 2021  |
| -------------- | ----- | ----- | ----- | ---- | ----- | ----- | ----- | ----- | ----- | ----- | ----- | ----- | ----- | ----- | ----- |
| Počet obyvatel | 1 189 | 1 205 | 1 012 | 952  | 1 071 | 1 143 | 1 286 | 1 244 | 1 264 | 1 285 | 1 404 | 1 282 | 1 337 | 1 436 | 1 450 |
| Počet domů     | 119   | 127   | 104   | 104  | 118   | 120   | 158   | 222   | 250   | 269   | 326   | 359   | 389   | 411   | 424   |

Vývoj počtu obyvatel části obce Předklášteří

## Obecní správa
V roce 1850 je Předklášteří uváděno pod názvem Tišnov (Předklášteří) v okrese Tišnov. V letech 1869–1890 bylo obcí v okrese Brno-okolí, v roce 1900–1931 obcí v okrese Tišnov. Po druhé světové válce (1950) bylo osadou obce Tišnov v okrese Tišnov, v roce 1953 pak částí Tišnova. Od 24. listopadu 1990 je Předklášteří podle zákona o obcích opět samostatnou obcí.

### Obecní symboly
Znak a vlajka byly obci uděleny rozhodnutím předsedy Poslanecké sněmovny Parlamentu České republiky dne 15. prosince 1998.

## Pamětihodnosti
- kostel Nejsvětější Trojice

### Klášter Porta coeli
Porta coeli je raně gotický klášter, v současnosti jediný moravský ženský cisterciácký klášter. Byl založen pravděpodobně roku 1230 Konstancií Uherskou, vdovou po Přemyslu Otakarovi I. Klášterní kostel Nanebevzetí Panny Marie je trojlodní bazilika s příčnou lodí. Interiér chrámu je vzácnou ukázkou tzv. cisterciácko-burgundského slohu.

### Muzeum
V areálu kláštera sídlí Podhorácké muzeum s expozicí Dějiny a současnost kláštera Porta Coeli. V jeho dalších prostorách jsou expozice minerálů a paleontologických nálezů.

## Osobnosti
- 1. února 1862 se zde narodil Metoděj Janíček, český kantor a hudební skladatel († 23. července 1940)

## Galerie

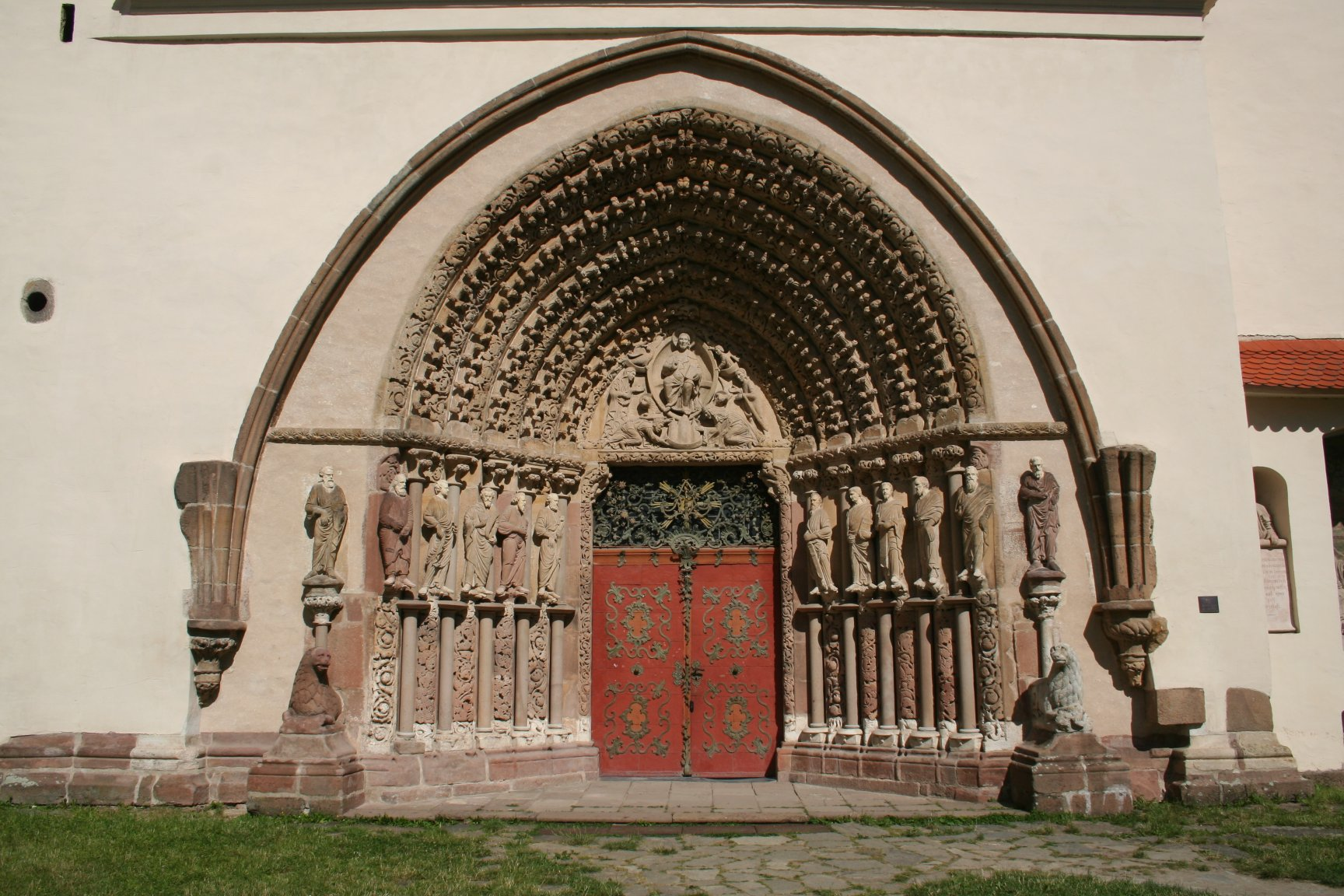
Portál kostela v klášteře Porta coeli
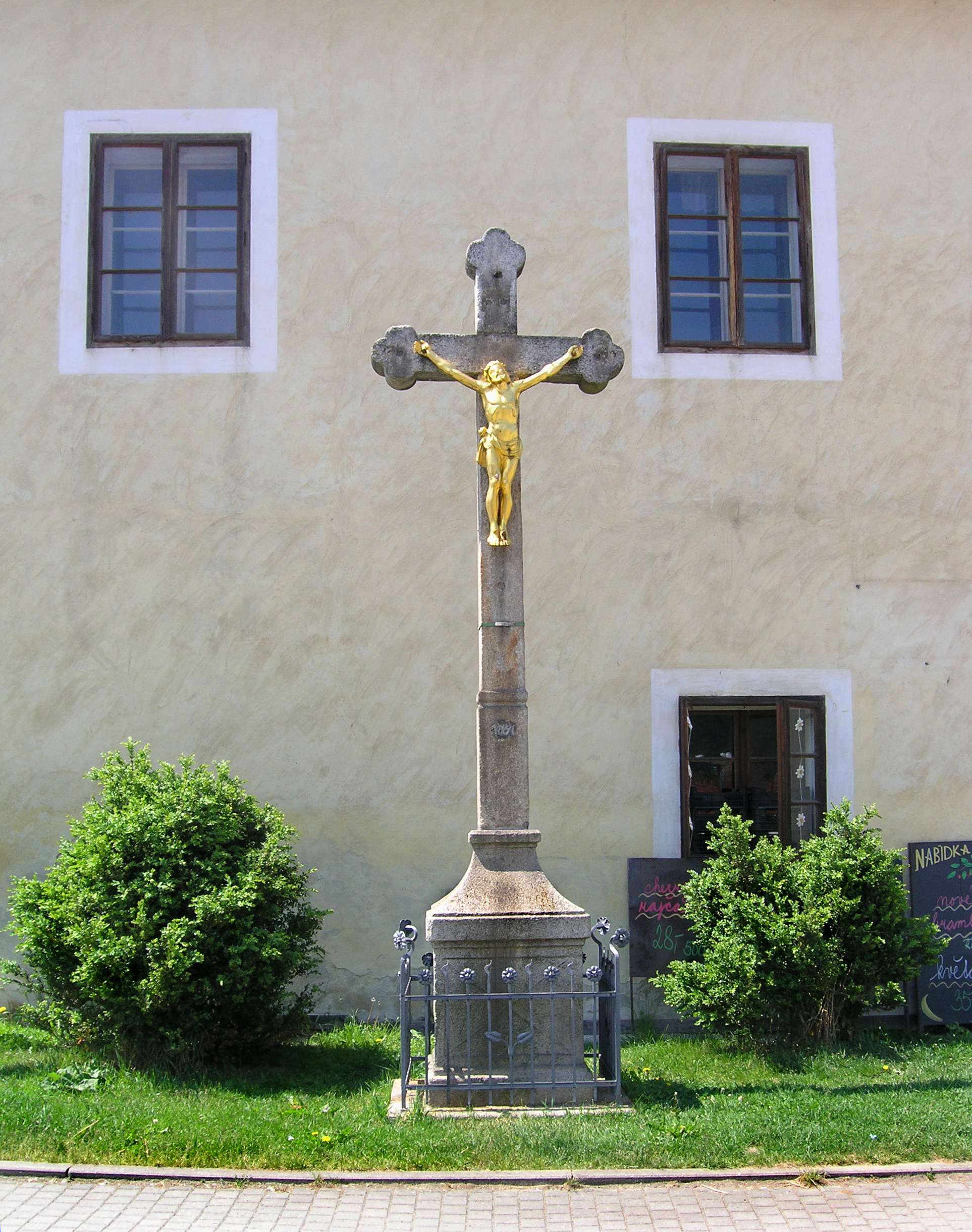
Kříž před klášterem
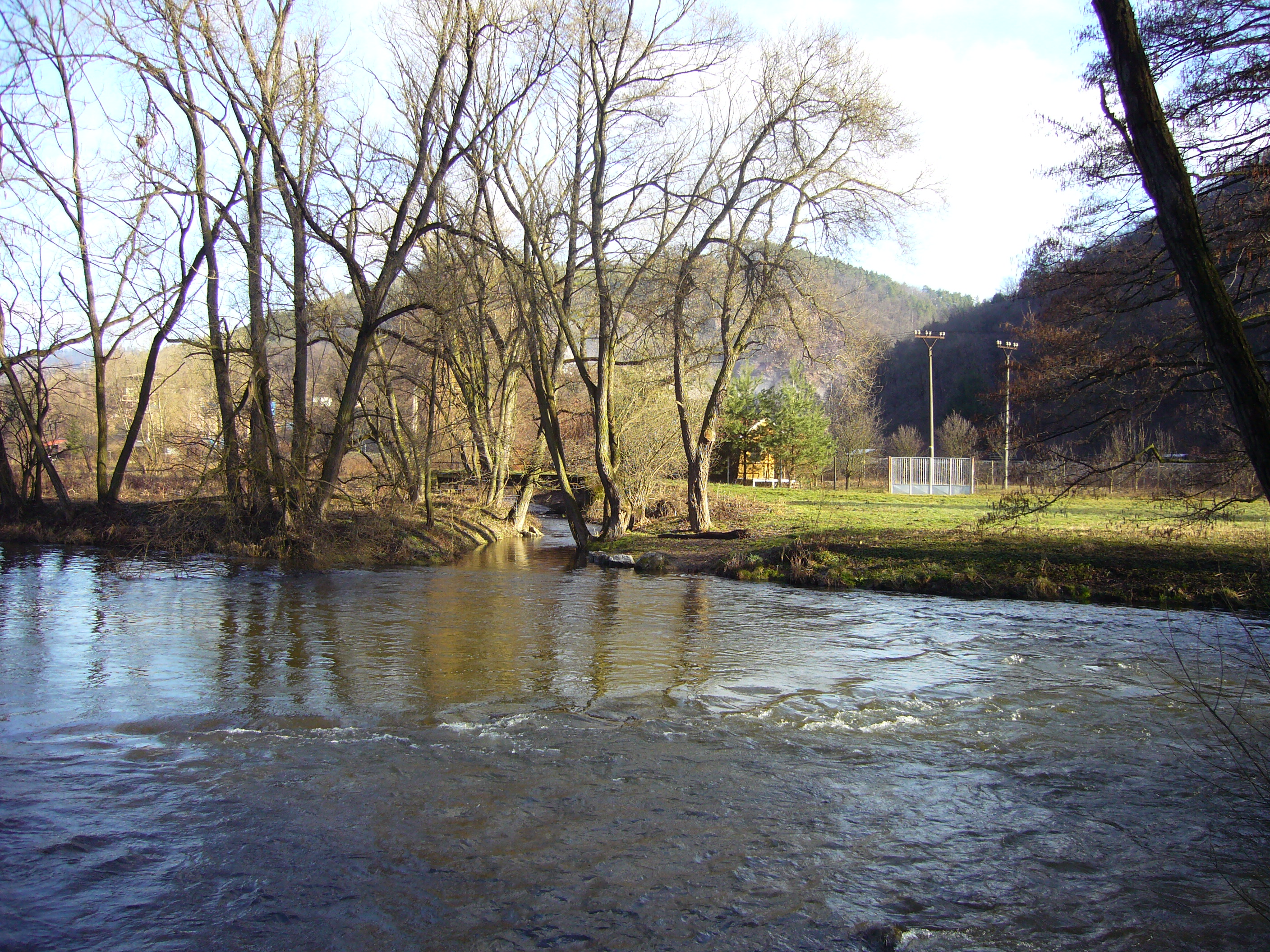
Svratka v Předkláštěří
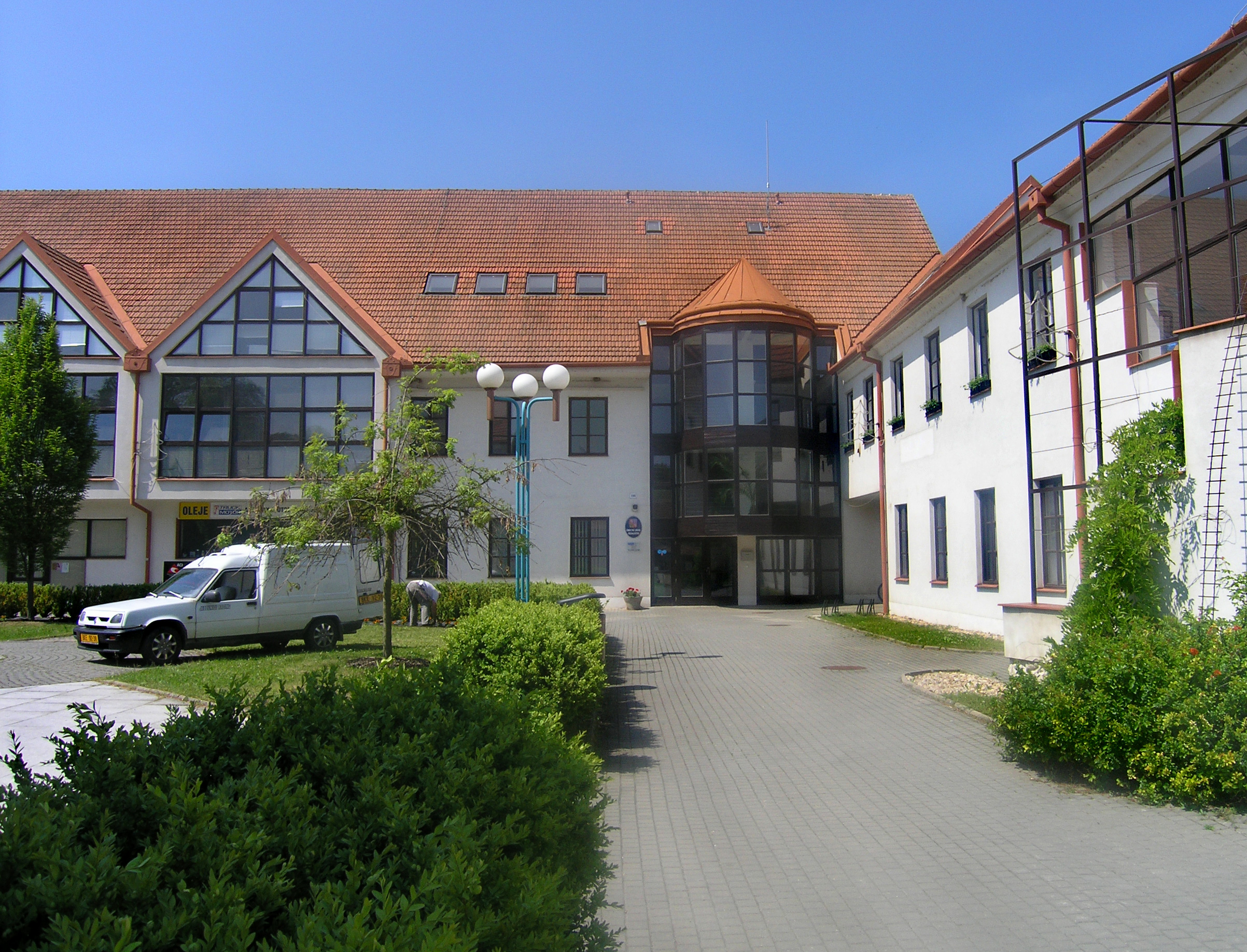
Obecní úřad
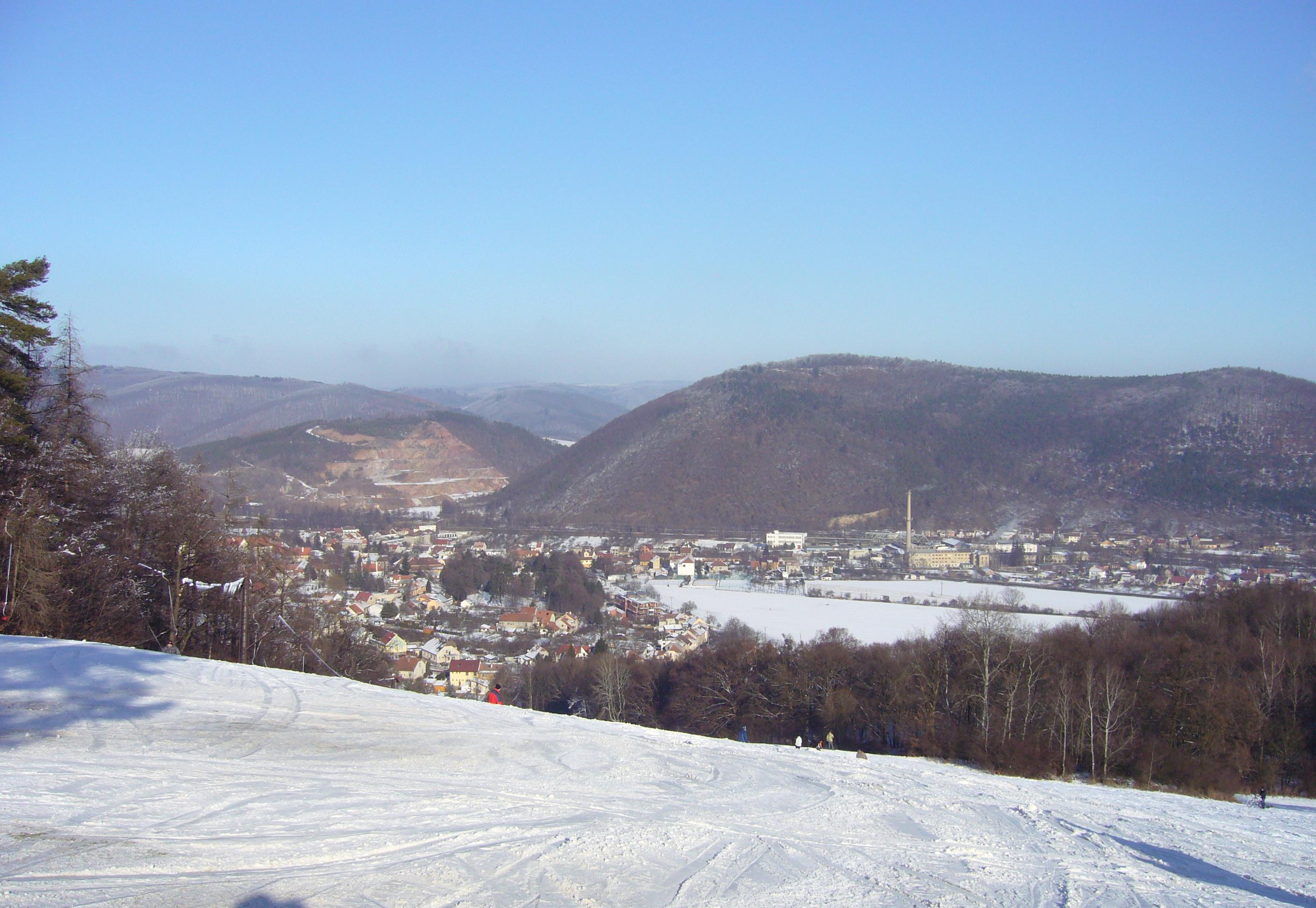
V zimě